# Petinopus aegrotus
Petinopus aegrotus är en skalbaggsart som beskrevs av Blackburn 1898. Petinopus aegrotus ingår i släktet Petinopus och familjen Melolonthidae. Inga underarter finns listade i Catalogue of Life.